# Foundational
Die Foundational oder Foundational Hand ist eine kalligrafische Lehrschrift.
Sie wurde zu Beginn des 20. Jahrhunderts von dem britischen Kalligrafielehrer Edward Johnston entworfen und 1919 fertiggestellt.
Die Minuskeln (Kleinbuchstaben) der Foundational entwarf Johnston auf Grundlage seiner Studien karolingischer Handschriften aus dem 9. und 10. Jahrhundert, insbesondere des Ramsey Psalters (entstanden etwa 970 bis 980). Die Majuskeln (Großbuchstaben) entstanden auf Grundlage der römischen Capitalis monumentalis, die stilistisch an die Minuskeln angepasst wurden.
Verbreitet ist die Foundational insbesondere in Großbritannien und den USA, aber auch im deutschsprachigen Raum nimmt ihre Verbreitung zu.